# Kalifornská univerzita v Berkeley
Kalifornská univerzita v Berkeley (University of California, Berkeley, zkráceně UC Berkeley) je státní univerzita v Berkeley v Kalifornii. Je nejstarší z deseti kampusů Kalifornské univerzity (UC), byla založena v roce 1868. Zabírá plochu 2692 ha. Podle Academic Ranking of World Universities (ARWU) je to pátá nejlepší univerzita na světě.
Univerzita nabízí zhruba 300 oborů bakalářského a navazujícího studia. Její absolventi a výzkumníci získali celkem 66 Nobelových cen, 9 Wolfových cen, 7 Fieldsových medailí, 12 Turingových cen, 19 Oscarů a 11 Pulitzerových cen. Šest prvků periodické tabulky – kalifornium, seaborgium, berkelium, einsteinium, fermium a lawrencium – bylo objeveno výzkumníky této univerzity. Mnoho jejích studentů jsou také sportovci, dohromady vyhráli přes 100 olympijských medailí.

## BOINC
Na této univerzitě vznikl program BOINC, který využívá počítače uživatelů k provádění vědeckých výpočtů. Nejznámější je projekt SETI@Home.

## Sport
Univerzitním týmem v I. divizi NCAA je tým California Golden Bears.

## Fakulty
Univerzita je rozdělena do 14 fakult:
- College of Chemistry
- College of Engineering
- College of Environmental Design
- College of Letters and Science
- College of Natural Resources
- Graduate School of Education
- Graduate School of Journalism
- Haas School of Business
- Goldman School of Public Policy
- School of Information
- School of Law
- School of Optometry
- School of Public Health
- School of Social Welfare

## Významní absolventi
- Thomas R. Cech – nositel Nobelovy ceny za chemii
- Steven Chu – nositel Nobelovy ceny za fyziku
- Robert Curl – nositel Nobelovy ceny za chemii
- Joseph Erlanger – nositel Nobelovy ceny za fyziologii a medicínu
- Andrew Z. Fire – nositel Nobelovy ceny za fyziologii a medicínu
- William Giauque – nositel Nobelovy ceny za chemii
- Carol W. Greider – nositelka Nobelovy ceny za fyziologii a medicínu
- David Jonathan Gross – nositel Nobelovy ceny za fyziku
- Alan J. Heeger – nositel Nobelovy ceny za chemii
- Daniel Kahneman – nositel Nobelovy ceny za ekonomii
- Willis Eugene Lamb – nositel Nobelovy ceny za fyziku
- Yuan Tseh Lee – nositel Nobelovy ceny za chemii
- Willard Libby – nositel Nobelovy ceny za chemii
- John C. Mather – nositel Nobelovy ceny za fyziku
- Mario J. Molina – nositel Nobelovy ceny za chemii
- Kary Mullis – nositel Nobelovy ceny za chemii
- Douglass North – nositel Nobelovy ceny za ekonomii
- Thomas Schelling – nositel Nobelovy ceny za ekonomii
- Glenn Seaborg – nositel Nobelovy ceny za chemii
- Hamilton O. Smith – nositel Nobelovy ceny za fyziologii a medicínu
- Otto Stern – nositel Nobelovy ceny za fyziku
- Henry Taube – nositel Nobelovy ceny za chemii
- Harold Urey – nositel Nobelovy ceny za chemii
- Selman Abraham Waksman – nositel Nobelovy ceny za fyziologii a medicínu
- Leonard Adleman – nositel Turingovy ceny
- Douglas Engelbart – nositel Turingovy ceny
- Ken Thompson – nositel Turingovy ceny
- Niklaus Wirth – nositel Turingovy ceny
- Edit Headová – osminásobná držitelka Oscara (za nejlepší návrh kostýmů)
- Gregory Peck – držitel Oscara za nejlepší mužský herecký výkon v hlavní roli
- Earl Warren – předseda Nejvyššího soudu USA
- Jonny Moseley – olympijský vítěz v jízdě na boulích
- James van Hoften – astronaut
- Leroy Chiao – astronaut
- Don Lind – astronaut
- Margaret Seddonová – astronautka
- Charles Simonyi – miliardář
- Chris Pine – herec
- John Cho – herec
- Stewart Copeland – bubeník kapely The Police
- Zulfikár Alí Bhutto – prezident Pákistánu
- Winfried Schulz - sociolog
- Jack Dylan Grazer - herec